# 肝付兼亮
肝付兼亮（1558年—1634年）是日本戰國時代至江戶時代前期的武將、大名。肝付氏第18代當主。父親是肝付氏第16代當主肝付兼續。

## 生平
在永祿元年（1558年）出生，父親兼續是大隅國的大名。元龜2年（1571年），因為異母兄良兼死去，而且加上亡父的正室御南和哥哥良兼的正室高城的意思，於是迎良兼的次女為正室，並繼承家督。元龜4年（1573年），與島津氏方的北鄉時久戰鬥並敗北，伊地知重興、禰寢重良等人相繼投向島津氏，於是改變與島津氏爭鬥的立場，天正2年（1574年），從屬於島津氏。
不過因為與日向國的伊東氏暗通，而且夫婦關係惡劣，被御南和高城令與正室離婚，並被流放到日向。在寬永11年（1634年）死去。享年76歲。

## 外部連結
- 武家家伝＿肝付氏 （页面存档备份，存于）